# 佳能 EOS 50D
佳能EOS 50D 是一款 15.1 百万像素的 數位單眼相機，是佳能公司EOS 产品线中 佳能 EOS 40D的继任者，在2008年8月26日正式发布，并于2008年九月底上市。
隨著它的後繼機種EOS 60D的推出，香港佳能於2010年9月已把EOS 50D列為已停產產品